# Aivar Anniste
Aivar Anniste (ur. 18 lutego 1980 w Põltsamie) – piłkarz estoński grający na pozycji środkowego pomocnika. Od 2011 roku jest wolnym zawodnikiem.

## Kariera klubowa
Karierę piłkarską Anniste rozpoczął w klubie Lelle SK. W 1997 roku awansował do kadry pierwszego zespołu i w sezonie 1997/1998 zadebiutował w jego barwach w pierwszej lidze estońskiej. W 1999 roku odszedł z Lelle SK do Flory Tallinn. W 2001 i 2002 roku wywalczył z Florą mistrzostwo kraju. W 2001 roku był wypożyczony do Valgi Warrior, do której trafił potem na zasadzie transferu w 2002 roku. W Valdze grał do końca 2003 roku, a na początku 2004 przeszedł do Viljandi Tulevik.
Od połowy 2004 roku Anniste grał w Norwegii. Do końca roku był zawodnikiem grającego w 2. divisjon (poziom III. ligi) Ullensaker/Kisa IL. W 2005 roku wrócił do Estonii i przez cały rok grał w klubie Tammeka Tartu. W 2006 roku znów grał w Norwegii, tym razem w Hønefoss BK. Z kolei w pierwszej połowie 2007 roku występował w szwedzkim Enköpings SK.
Latem 2007 Anniste został zawodnikiem TVMK Tallinn. W 2009 roku odszedł z niego do Flory Tallinn. W 2009 roku zdobył z nią Puchar Estonii, a w 2010 roku wywalczył mistrzostwo kraju. W 2010 roku grał też w Nõmme United.
| Sezon   | Klub               | Kraj     | Rozgrywki    | Mecze | Bramki |
| ------- | ------------------ | -------- | ------------ | ----- | ------ |
| 1997/98 | Lelle SK           | Estonia  | Meistriliiga | 12    | 2      |
| 1998    | Lelle SK           | Estonia  | Meistriliiga | 14    | 1      |
| 1999    | Lelle SK           | Estonia  | Meistriliiga | 8     | 1      |
| 1999    | Flora Tallinn      | Estonia  | Meistriliiga | 20    | 3      |
| 2000    | Flora Tallinn      | Estonia  | Meistriliiga | 28    | 5      |
| 2001    | Flora Tallinn      | Estonia  | Meistriliiga | 15    | 1      |
| 2001    | Valga Warrior      | Estonia  | Meistriliiga | 5     | 0      |
| 2002    | Flora Tallinn      | Estonia  | Meistriliiga | 3     | 1      |
| 2002    | Valga Warrior      | Estonia  | Meistriliiga | 20    | 4      |
| 2003    | Valga Warrior      | Estonia  | Meistriliiga | 27    | 1      |
| 2004    | Viljandi Tulevik   | Estonia  | Meistriliiga | 9     | 2      |
| 2004    | Ullensaker/Kisa IL | Norwegia | 2. divisjon  | 6     | 0      |
| 2005    | Tammeka Tartu      | Estonia  | Meistriliiga | 36    | 5      |
| 2006    | Hønefoss BK        | Norwegia | Adeccoligaen | 19    | 0      |
| 2007    | Enköpings SK       | Szwecja  | Superettan   | 16    | 0      |
| 2007    | TVMK Tallinn       | Estonia  | Meistriliiga | 14    | 10     |
| 2008    | TVMK Tallinn       | Estonia  | Meistriliiga | 31    | 6      |
| 2009    | Flora Tallinn      | Estonia  | Meistriliiga | 25    | 1      |
| 2010    | Flora Tallinn      | Estonia  | Meistriliiga | 1     | 0      |
| 2010    | Nõmme United       | Estonia  | II. liiga    | 2     | 0      |

## Kariera reprezentacyjna
W reprezentacji Estonii Anniste zadebiutował 27 listopada 1997 roku w wygranym 1:0 towarzyskim meczu z Filipinami. W swojej karierze grał w eliminacjach do Euro 2000, MŚ 2002, Euro 2004 i Euro 2008. Od 1997 do 2008 roku rozegrał w kadrze narodowej 45 meczów i strzelił 3 gole.